# Goshindo
Goshindo (護身道), compuesto por las palabras autodefensa (goshin 護身) y vía o camino (do 道), es un sistema de defensa personal desarrollado a partir de la combinación de varios estilos de artes marciales como aikido, karate y jiu-jutsu. La continua incorporación de conceptos de otros artes marciales hacen que goshindo sea un sistema en constante evolución y con diferentes variantes. Dada su orientación a la autodefensa, también es habitual encontrar la palabra goshindo en varios estilos de karate y kenpō.

## Orígenes
Uno de los primeros sistemas en utilizar el término goshindo fue Kuniba Goshindō, también conocido como Goshinbudō, creado por Shōgō Kuniba combinando sus conocimientos en artes marciales shitō-ryū, yoshinkan y kodokan para desarrollar un sistema de autodefensa eficiente. Otra variante de goshindo, con unas características muy parejas al aikido y con el propósito de defenderse de ataques primando la seguridad personal, fue fundada por Hiroshi Johno.
A partir de estos sistemas han surgido múltiples escuelas de goshindo con enfoques y estilos característicos, aunque todos siguen la misma orientación hacia la defensa personal.

## Características
Goshindo es un sistema marcial que agrupa múltiples conceptos de defensa personal con el objetivo de dotar al practicante de un medio de resolución ante agresiones físicas y verbales. Una de las principales peculiaridades del goshindo es la de alejarse de la espectacularidad, estética y aspectos deportivos presentes en otros artes marciales, primando la efectividad y funcionalidad de las técnicas por encima de todo.
Se emplean múltiples técnicas de inmovilización, luxación, proyección y reducción, así como el trabajo con armas. Siempre con un enfoque orientado al control y a ser lo menos lesivo posible, lo que lo convierte en un sistema cualificado para fuerzas de seguridad y colectivos propensos a recibir cualquier tipo de agresión.

## Goshindo España
En España está extendida la forma goshindo taikijutsu ryu, que integra artes marciales tradicionales de origen japonés con sistemas de defensa personal modernos. El goshindo taikijutsu ryu fue desarrollado por Manuel Montero Kiesow con la finalidad de ofrecer un sistema integral y estructurado de autodefensa que desarrolle cuerpo y mente.
Con el objetivo de dotar de un sistema de autodefensa efectivo y aplicable en la vida real, se trabajan diferentes áreas y enfoques:
- Adaptable a cualquier condición física
- Trabajo desde el control no lesivo hasta la máxima contundencia
- Uso de puño y pierna
- Trabajo en distancia larga, media, corta, cuerpo a cuerpo y suelo
- Caídas (ukemis)
- Luxaciones, barridos y proyecciones
- Técnicas de control y reducción del adversario
- Trabajo con diferentes armas (cuchillo, kali, tanbo, atsubo y pistola)
- Combate (kumite)
- Katas

## Goshindo en otros países
- Francia:[5] suma el uso de armas como el bō a disciplinas marciales tradicionales. Fue creado por Alain Sailly sobre la base de diferentes artes marciales, con el objetivo de crear un programa de técnicas que mantuviese la eficacia marcial a la vez que incorporase nuevos elementos centrados en el desarrollo de cuerpo y mente.

- Suecia:[6] concebida por Lennart Collán, combina estilos de combate como el boxeo, el boxeo tailandés y la lucha libre y artes marciales como el judo.

- Rusia: enfocada principalmente en el uso de armas y artes japonesas como iaido y tameshigiri. Desarrollada a partir de la disciplina de defensa personal dirigida por Tetsundo Tanabe.[7]